# Geert Braem
Geert Braem (Renkum, 15 maart 1970) is een voormalig Nederlands voetballer die speelde voor Helmond Sport, VVV, Eindhoven en Go Ahead Eagles.

## Carrière
Braem maakte als 17-jarige zijn debuut bij amateurclub FCV in de loop van het seizoen 1986/87. Op 3 mei 1987 scoorde hij een hattrick, net als zijn teamgenoot Bert Riether, in een uitwedstrijd bij RKVV Eindse Boys (1-8 zege). Het waren de eerste doelpunten van de talentvolle aanvaller die in 1989 de overstap maakte naar het betaald voetbal. Op 12 augustus 1989 debuteerde hij namens Helmond Sport tijdens een met 4-2 verloren uitwedstrijd bij AZ als invaller voor Ger Schuman. Twee jaar later haalde trainer Henk Rayer hem als amateur naar VVV waar hij later ook een profcontract tekende. In 1993 promoveerde hij met die club naar de Eredivisie. In 1995 vertrok Braem naar Eindhoven om een jaar later weer terug te keren bij Helmond Sport dat hij het daaropvolgende seizoen alweer verruilde voor Go Ahead Eagles, waar hij een driejarig contract tekende. Vanwege aanhoudend blessureleed moest hij daar in februari 1999 op 28-jarige leeftijd een punt zetten achter zijn profloopbaan. In totaal speelde Braem 206 competitiewedstrijden in het betaald voetbal waarin hij twintig doelpunten maakte. Na zijn profbestaan keerde hij terug in het Venlose amateurvoetbal. Hij sloot zijn loopbaan af bij FCV.

### Statistieken
| Seizoen         | Club            | Competitie      | Competitie | Competitie | Beker | Beker | Nacompetitie | Nacompetitie | Totaal | Totaal |
| Seizoen         | Club            | Competitie      | Wed.       | Dlp.       | Wed.  | Dlp.  | Wed.         | Dlp.         | Wed.   | Dlp.   |
| --------------- | --------------- | --------------- | ---------- | ---------- | ----- | ----- | ------------ | ------------ | ------ | ------ |
| 1989/90         | Helmond Sport   | Eerste divisie  | 27         | 1          | 1     | 0     | —            | —            | 28     | 1      |
| 1990/91         | Helmond Sport   | Eerste divisie  | 28         | 5          | 0     | 0     | —            | —            | 28     | 5      |
| 1991/92         | VVV             | Eredivisie      | 18         | 0          | 2     | 0     | —            | —            | 20     | 0      |
| 1992/93         | VVV             | Eerste divisie  | 32         | 9          | 1     | 0     | —            | —            | 33     | 9      |
| 1993/94         | VVV             | Eredivisie      | 21         | 2          | 0     | 0     | 0            | 0            | 21     | 2      |
| 1994/95         | VVV             | Eerste divisie  | 23         | 3          | 2     | 0     | 4            | 0            | 29     | 3      |
| 1995/96         | Eindhoven       | Eerste divisie  | 21         | 0          | 2     | 0     | —            | —            | 23     | 0      |
| 1996/97         | Helmond Sport   | Eerste divisie  | 25         | 0          | 5     | 0     | —            | —            | 30     | 0      |
| 1997/98         | Go Ahead Eagles | Eerste divisie  | 11         | 0          | 3     | 2     | —            | —            | 14     | 2      |
| 1998/99         | Go Ahead Eagles | Eerste divisie  | 0          | 0          | 1     | 0     | —            | —            | 1      | 0      |
| Carrière totaal | Carrière totaal | Carrière totaal | 206        | 20         | 17    | 2     | 4            | 0            | 227    | 22     |

## Trivia
Hij is de vader van voetballer Tim Braem, die sinds 2024 is toegevoegd aan de selectie van het eerste elftal van VVV.